# Laâttaouia
El Attaouia (en arabe : العطاوية) ou Laâttaouia est une ville et commune — municipalité — de la province d'El Kelaâ des Sraghna, dans la région Marrakech-Safi, au Maroc.